# Квок

Квок

Квок — пристосування для риболовлі на сома.
Принцип дії оснований на імітації звуку, який робить сом при ковтанні їжі з поверхні води.  Сом почувши цей звук, який генерує квок на поверхні води, рухається до його джерела (квока) і ковтає будь-яку наживку. Як правило при застосуванні квока виконується 3-4 удари квока по поверхні води, після чого робиться пауза, потім все повторюється знов. В світі існує чимало конструкцій квока, часто рибалки виготовляють квоки власноруч.